# 나카무라코엔역
나카무라 공원역(일본어: 中村公園駅, なかむらこうえんえき)은 일본 아이치현 나고야시 나카무라구에 위치한 철도역이다.

## 타는 곳
| 1 | ■ 히가시야마 선 | 나고야·사카에·후지가오카 방면 |
| 2 | ■ 히가시야마 선 | 다카바타 방면                 |

## 역세권 정보
- 나카무라 공원

도요쿠니 신사
조센지 (도요토미 히데요시의 탄생지)
묘코지 (가토 기요마사의 탄생지)
나고야 경륜장

## 역사
- 1969년 4월 1일: 영업 개시.
- 1982년 9월 21일: 당역부터 다카바타 역간 개업, 중간역이 됨.
- 2010년 3월 1일: 역 주변의 무료 주차장이 유료 주차장이 되었다.

## 사진

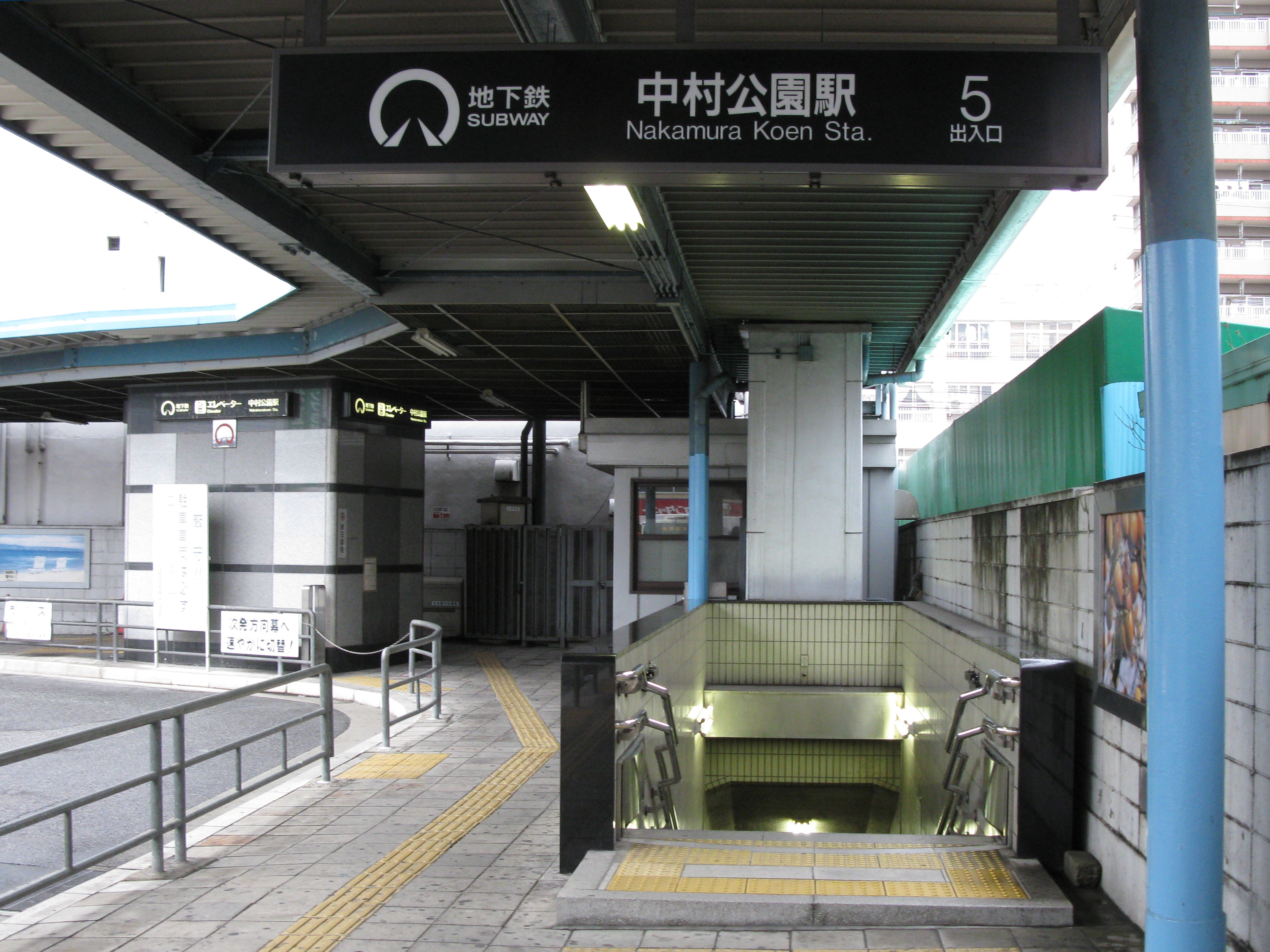
5번 출입구

## 인접역
| 나고야 지하철 ■ 히가시야마 선 | 나고야 지하철 ■ 히가시야마 선 | 나고야 지하철 ■ 히가시야마 선       |
| ----------------------------- | ----------------------------- | ----------------------------------- |
| H 03 이와쓰카 다카바타 방면   |                               | H 05 나카무라닛세키 후지가오카 방면 |